# Ватикано-итальянские отношения
Ватикано-итальянские отношения — двусторонние дипломатические отношения между Ватиканом и Италией. Протяжённость государственной границы между странами составляет 3,4 км.

## История
Отношения Ватикана с Королевством Италии были сложными во времена папства Пия IX и Льва XIII, имевшего статус пленника Ватикана после захвата Рима. Лев XIII запретил христианам участвовать в выборах и обвинил итальянское государство в том, что оно управляется масонами. В 1929 году Пий XI подписал Латеранские соглашения о создании государства Ватикан, которое определило права и привилегии Католической церкви.
В 1946 году была основана Итальянская республика, которая провозгласила свободу вероисповедания. Тем не менее, при Пии XII и Павле VI Христианско-демократическая партия Италии пользовалась поддержкой в обществе и они оказали большое влияние на политику Италии с целью помешать Итальянской коммунистической партии прийти к власти.

## Дипломатические представительства Ватикана в Италии
Из-за небольшой территории Ватикана иностранные посольства располагаются в Италии. Соглашения, подписанные между Италией и Ватиканом, регулируют функционал таких посольств. Посольство Италии в Ватикане является единственным посольством, располагающимся на территории этой страны.
Ватикан поддерживает официальные дипломатические отношения со 176 суверенными государствами, Европейским союзом и Мальтийским орденом. 69 дипломатических иностранных миссий, аккредитованных при Ватикане, находятся в Риме, но эти посольства исполняют свои функции только в отношении Ватикана, а для Италии есть отдельное посольство.
Как пример, Италия признаёт Китайскую Народную Республику и поэтому посольство этой страны в Италии находится в Риме. А Ватикан признаёт Китайскую Республику (которая контролирует остров Тайвань) и поэтому посольство Китайской Республики в Ватикане тоже располагается в Риме.

## Апостольские нунции в Италии и Сан-Марино
Нунциатурой в Италии и Сан-Марино в настоящее время руководит архиепископ Эмиль-Поль Шерриг. Бывшие нунции с 1929 года:
- Франческо Боргоньини Дука (30 июня 1929 — 12 января 1953)
- Джузеппе Фьетта (26 января 1953 — 15 декабря 1958)
- Карло Грано (15 декабря 1958 — 26 июня 1967)
- Эгано Риги-Ламбертини (8 июля 1967 — 23 апреля 1969)
- Ромоло Карбони (26 апреля 1969 — 19 апреля 1986)
- Луиджи Поджи (19 апреля 1986 — 9 апреля 1992)
- Карло Фурно (15 апреля 1992 — 26 ноября 1994)
- Францеско Коласуонно (12 ноября 1994 — 21 февраля 1998)
- Андреа Кордеро Ланца ди Монтедземоло (7 марта 1998 — 17 апреля 2001)
- Паоло Ромео (17 апреля 2001 — 19 декабря 2006)
- Джузеппе Бертелло (11 января 2006 — 1 октября 2011)
- Адриано Бернардини (15 ноября 2011 — 12 сентября 2017)
- Эмиль-Поль Шерриг (12 сентября 2017 — настоящее время)[3]